# Cossypha archeri
Cossypha archeri là một loài chim trong họ Muscicapidae.